# Lac Leksozero
Le lac Leksozero (en russe : Лексозеро, en finnois : Lieksajärvi) est un lac d'eau douce de la république de Carélie, dans le nord-ouest de la Russie.

## Description
Le  lac à une superficie est de 166 km2 et sa profondeur moyenne de 8,6 m, son volume de 1,4 km3 et son bassin versant de 3 280 km2. 
Les eaux du lac se déversent dans la rivière Lieksanjoki qui débouche dans le lac Pielinen en Carélie du Nord (Finlande). Le lac appartient au bassin de la Vuoksi, lui-même partie du bassin de la Neva.